# Amphimedon lamellata
Amphimedon lamellata es una especie de esponja de la familia Niphatidae, descrita por primera vez por Jane Fromont en 1993, de un espécimen recolectado a una profundidad de 9 m, de Macgillivray Reef, Lizard Island en la Gran Barrera de Coral.

## Distribución y Hábitat
Se encuentra desde Lizard Island hasta Whitsundays en la Gran Barrera de Coral, en taludes arrecifales a profundidades de 10-15 m, adherido a sustratos rocosos.